# Henry Howard, VII duca di Norfolk
Thomas Howard, VII duca del Norfolk (11 gennaio 1655 – 2 aprile 1701), è stato un nobile e militare inglese.

## Biografia

### Infanzia
Era figlio di Henry Howard, VI duca di Norfolk e di sua moglie, lady Anne Somerset, figlia di Edward Somerset, II marchese di Worcester e di Elizabeth Dormer.
Non ebbe quasi mai buoni rapporti con suo padre, specialmente dopo che quest'ultimo nel 1677 si era risposato con l'amante Jane Bickerton, provocando una violenta lite famigliare..

### Matrimonio
Egli sposò Mary Mordaunt, unica figlia ed erede di Henry Mordaunt, II conte di Peterborough. La coppia divorziò nel 1700 senza avere avuto figli e nessuno dei due coniugi si risposò.

### Cattolicesimo
Come quasi tutta la famiglia Howard, anche Henry fu un devoto cattolico; tuttavia durante l'isteria anti-cattolica provocata dal Complotto papale, dovette pubblicamente autoproclamarsi seguace della Chiesa d'Inghilterra per salvare sia i famigliari che le proprietà. Così suo padre, accusato di cospirazione nel 1680, non venne mai incriminato mentre suo cugino William Howard, I visconte Stafford venne giustiziato col sospetto di aver preso parte al complotto nel dicembre del 1680.

### Duca di Norfolk
Col titolo di Barone Mowbray sedette come Pari alla camera dando segno e prova di coraggio morale ed indipendenza nei confronti del sentimento anticattolico presente nel regno; sentimento che cercò di acquietare, secondo quanto riportato da John Evelyn. Nel 1684 succedette al padre divenendo VII Duca di Norfolk.
Il 20 giugno 1685 Henry venne nominato colonnello del Suffolk Regiment, che all'epoca era chiamato alternativamente Duke of Norfolk's Regiment of Foot e venne in quello stesso anno nominato Cavaliere dell'Ordine della Giarrettiera.
Come uomo di grande potere nel ducato, Henry usò la sua influenza nelle elezioni generali del 1685 per far tornare i membri della propria famiglia nel parlamento e provare la loro fedeltà alla corona. Dal 1688 tuttavia si scontrò duramente col re Giacomo II d'Inghilterra disapprovando apertamente la sua politica di conversione forzata. Quando gli venne richiesto di mettere in discussione la volontà dei suoi elettori di voler abrogare i Test Act, egli replicò senza mezzi termini che il numero di tutti coloro che ne erano favorevoli erano così pochi da poter rientrare dentro una sola carrozza.
Quando gli venne richiesto di sostituire i magistrati della sua zona con altri di suo gradimento, egli semplicemente rifiutò e fuggì prudentemente in Francia da dove tornò per accogliere la gloriosa rivoluzione.
Qualche anno dopo, venne varata la prima nave HMS Norfolk che prese da lui il nome.

### Ultimi anni e morte
Egli prestò servizio come Consigliere Privato di Guglielmo III e Maria II nel 1689. Dapprima rifiutò di prender posto nella Camera dei lord in quanto, sebbene avesse confermato pubblicamente di rispettare il rito anglicano, rimaneva intimamente cattolico. Dopo pochi mesi però sottoscrisse il proprio giuramento e tornò a sedere in parlamento.
Il Duca di Norfolk morì il 2 aprile 1701.

## Ascendenza
|                                                           |                                         |                                         | Genitori                                |  |  | Nonni |  |  | Bisnonni                                                 |  |  | Trisnonni                          |  |
|                                                           |                                         |                                         |                                         |  |  |       |  |  | Thomas Howard, XXI conte di Arundel e I conte di Norfolk |  |  | Philip Howard, XX conte di Arundel |  |
|                                                           |                                         |                                         |                                         |  |  |       |  |  | Thomas Howard, XXI conte di Arundel e I conte di Norfolk |  |  | Philip Howard, XX conte di Arundel |  |
|                                                           |                                         | Anne Dacre                              |                                         |  |  |       |  |  | Thomas Howard, XXI conte di Arundel e I conte di Norfolk |  |  |                                    |  |
| Henry Howard, XXII conte di Arundel e II conte di Norfolk |                                         |                                         |                                         |  |  |       |  |  | Thomas Howard, XXI conte di Arundel e I conte di Norfolk |  |  |                                    |  |
|                                                           |                                         | Alethea Talbot                          | Gilbert Talbot, VII conte di Shrewsbury |  |  |       |  |  |                                                          |  |  |                                    |  |
|                                                           |                                         | Alethea Talbot                          | Gilbert Talbot, VII conte di Shrewsbury |  |  |       |  |  |                                                          |  |  |                                    |  |
|                                                           |                                         | Alethea Talbot                          | Mary Cavendish                          |  |  |       |  |  |                                                          |  |  |                                    |  |
| Henry Howard, VI duca di Norfolk                          |                                         | Alethea Talbot                          |                                         |  |  |       |  |  |                                                          |  |  |                                    |  |
|                                                           |                                         | Esmé Stewart, III duca di Lennox        | Esmé Stewart, I duca di Lennox          |  |  |       |  |  |                                                          |  |  |                                    |  |
|                                                           |                                         | Esmé Stewart, III duca di Lennox        | Esmé Stewart, I duca di Lennox          |  |  |       |  |  |                                                          |  |  |                                    |  |
|                                                           |                                         | Esmé Stewart, III duca di Lennox        | Catherine de Balsac                     |  |  |       |  |  |                                                          |  |  |                                    |  |
| Elizabeth Stewart                                         |                                         | Esmé Stewart, III duca di Lennox        |                                         |  |  |       |  |  |                                                          |  |  |                                    |  |
|                                                           |                                         | Catherine Clifton, II baronessa Clifton | Gervase Clifton, I barone Clifton       |  |  |       |  |  |                                                          |  |  |                                    |  |
|                                                           |                                         | Catherine Clifton, II baronessa Clifton | Gervase Clifton, I barone Clifton       |  |  |       |  |  |                                                          |  |  |                                    |  |
|                                                           |                                         | Catherine Clifton, II baronessa Clifton | Catherine Darcy                         |  |  |       |  |  |                                                          |  |  |                                    |  |
| Henry Howard, VII duca di Norfolk                         |                                         | Catherine Clifton, II baronessa Clifton |                                         |  |  |       |  |  |                                                          |  |  |                                    |  |
|                                                           | Henry Somerset, I marchese di Worcester | Edward Somerset, IV conte di Worcester  |                                         |  |  |       |  |  |                                                          |  |  |                                    |  |
|                                                           | Henry Somerset, I marchese di Worcester | Edward Somerset, IV conte di Worcester  |                                         |  |  |       |  |  |                                                          |  |  |                                    |  |
|                                                           | Henry Somerset, I marchese di Worcester | Elizabeth Hastings                      |                                         |  |  |       |  |  |                                                          |  |  |                                    |  |
| Edward Somerset, II marchese di Worcester                 | Henry Somerset, I marchese di Worcester |                                         |                                         |  |  |       |  |  |                                                          |  |  |                                    |  |
|                                                           |                                         | Anne Russell                            | John Russell, III barone Russell        |  |  |       |  |  |                                                          |  |  |                                    |  |
|                                                           |                                         | Anne Russell                            | John Russell, III barone Russell        |  |  |       |  |  |                                                          |  |  |                                    |  |
|                                                           |                                         | Anne Russell                            | Elizabeth Cooke                         |  |  |       |  |  |                                                          |  |  |                                    |  |
| Anne Somerset                                             |                                         | Anne Russell                            |                                         |  |  |       |  |  |                                                          |  |  |                                    |  |
|                                                           |                                         | William Dormer, II barone Dormer        | Robert Dormer, I barone Dormer          |  |  |       |  |  |                                                          |  |  |                                    |  |
|                                                           |                                         | William Dormer, II barone Dormer        | Robert Dormer, I barone Dormer          |  |  |       |  |  |                                                          |  |  |                                    |  |
|                                                           |                                         | William Dormer, II barone Dormer        | Elizabeth Browne                        |  |  |       |  |  |                                                          |  |  |                                    |  |
| Elizabeth Dormer                                          |                                         | William Dormer, II barone Dormer        |                                         |  |  |       |  |  |                                                          |  |  |                                    |  |
|                                                           |                                         | Alice Molyneux                          | Richard Molyneux, I baronetto           |  |  |       |  |  |                                                          |  |  |                                    |  |
|                                                           |                                         | Alice Molyneux                          | Richard Molyneux, I baronetto           |  |  |       |  |  |                                                          |  |  |                                    |  |
|                                                           |                                         | Alice Molyneux                          | Frances Gerard                          |  |  |       |  |  |                                                          |  |  |                                    |  |
|                                                           |                                         | Alice Molyneux                          |                                         |  |  |       |  |  |                                                          |  |  |                                    |  |